# Hýsly
Hýsly är en ort i Tjeckien.   Den ligger i regionen Södra Mähren, i den sydöstra delen av landet, 230 km sydost om huvudstaden Prag. Hýsly ligger 220 meter över havet och antalet invånare är 389.
Terrängen runt Hýsly är platt söderut, men norrut är den kuperad. Runt Hýsly är det ganska tätbefolkat, med 111 invånare per kvadratkilometer. Närmaste större samhälle är Kyjov, 4,4 km väster om Hýsly. Trakten runt Hýsly består till största delen av jordbruksmark.